# ボリセンコ電停
ボリセンコ電停 (ボリセンコでんてい、ロシア語:Борисенко) は、ロシア沿海地方ウラジオストクにあるウラジオストク市電6系統の電停。

## 駅構造
相対式ホーム2面2線の地上駅。当駅とノヴォジロヴァ電停の間に市電の車両基地があり、引込み線への分岐がある。

## 駅周辺
- オブヤスネニヤ川
- フレッシュスーパーマーケット

## 歴史
1960年代に開業。詳細の開業日は不明。

## 隣の駅
ウラジオストク市電
6系統
クルブナヤ電停 - ボリセンコ電停 - ノヴォジロヴァ電停